# Vasles
Vasles – miejscowość i gmina we Francji, w regionie Nowa Akwitania, w departamencie Deux-Sèvres.
Według danych na rok 1990 gminę zamieszkiwało 1601 osób, a gęstość zaludnienia wynosiła 18 osób/km² (wśród 1467 gmin regionu Poitou-Charentes Vasles plasuje się na 176. miejscu pod względem liczby ludności, natomiast pod względem powierzchni na miejscu 5.).